# 의근
의근(意根)은  마음[心]이 과거로 낙사(落謝)한 것을 말한다.
의근(意根)은 18계 중 의계(意界)와 동의어이다.
부파불교의 설일체유부 등에서는 마음[心]은 곧 6식(六識: 안식·이식·비식·설식·신식·의식)을 말하므로, 의근은 6식이 과거로 낙사한 것을 말한다. 반면, 대승불교의 유식유가행파와 법상종 등에서는 마음[心]은 곧 8식(八識: 안식·이식·비식·설식·신식·의식·말나식·아뢰야식)을 말하므로, 의근은 8식이 과거로 낙사한 것을 말한다.
불교에서는 마음이 생멸변화가 있는 유위법의 하나인 것으로 보는데, 따라서 마음이 찰나 찰나로 상속한다고 말하며 이것을 심상속이라고 한다. 심상속에 근거하여 마음을 전찰나의 마음(前刹那의 心)과 후찰나의 마음(後刹那의 心)으로 두 가지로 나누어 명명한다. 이 쌍을 다른 말로는 전념(前念)과 후념(後念), 또는 전식(前識)과 후식(後識)이라고도 한다. 이렇게 나눌 때, 마음(6식 혹은 8식)이 과거로 낙사한 것이란 곧 전찰나의 마음, 전념(前念), 혹은 전식(前識)을 말한다.
부파불교와 대승불교에서는 모두 전찰나의 마음이 후찰나의 마음의 소의(所依: 발동 근거, 성립 근거, 인식작용의 도구)가 된다고 본다. 즉, 전찰나의 마음이 후찰나의 마음에 일어날 온갖 심적(心的) 현상을 이끌어낼 수 있는 근거가 된다고 본다. 달리 말해, 전찰나의 마음은 후찰나의 마음이 온갖 마음작용(심소법)을 일으키는 데 사용할 기본 도구가 된다고 본다. 그리고 이러한 뜻에서 '전찰나의 마음', 즉 '마음이 과거로 낙사한 것'을 의근(意根)이라고 한다. 쉽게 말하면, 축적된 과거의 경험의 총체, 즉 기억의 총체가 곧 의근(意根)이다.
예를 들어, 요리 전문가가 요리의 색깔과 형태를 보고 맛이 어떠하리라는 것을 예측하는 경우, 색깔과 형태를 보고 인식하는 것은 오로지 눈(안근)과 안식이며 예측하는 것은 음식에 대해 축적(기억)된 시각(색깔과 형태)과 미각(맛)의 경험에 근거하여 현재의 대상(요리)을 분석 · 종합하는 의식계(18계의 하나)가 관계한 것이다. 이 때, 축적된 경험, 즉 기억이 의근(意根, 즉 18계의 의계)에 해당한다. 여기서 "색깔과 형태를 보고 인식하는 눈(안근)과 안식"은 현재 찰나(전통적인 표현으로는 "후찰나", 이하 이 단락에서는 "현재 찰나"라고 표현함)의 안근과 안식이다. 그리고 "의식계(18계의 하나)"는 설일체유부의 경우 현재 찰나의 제6식 즉 현재 찰나의 의식이며, 유식유가행파와 법상종의 경우 현재 찰나의 후3식 즉 현재 찰나의 의식·말나식·아뢰야식이다.
부파불교의 설일체유부 등에서, 마음은 곧 6식(六識: 안식·이식·비식·설식·신식·의식)이므로, 의근은 전찰나의 6식을 말한다. 반면, 대승불교의 유식유가행파와 법상종 등에서는 마음은 곧 8식(八識: 안식·이식·비식·설식·신식·의식·말나식·아뢰야식)이므로, 의근은 전찰나의 8식을 말한다.
이 진술을 5근(五根: 전5식의 인식작용의 소의, 즉 성립 근거 또는 도구)과 비교하여 달리 말하면, 안근(眼根)은 안식(眼識)만의 소의가 되는 것처럼 5근의 각각은 전5식(前五識) 중 해당되는 식(識)만의 소의가 되지만, 반면, 설일체유부의 교학에서는, 의근(意根)은 전5식의 소의도 되고 제6식인 의식의 소의도 된다는 것을 의미한다. 마찬가지로, 유식유가행파와 법상종의 경우, 의근(意根)은 전5식의 소의도 되고 후3식인 의식·말나식·아뢰야식의 소의도 된다는 것을 의미한다.
의근(意根: 6식 또는 8식의 인식작용의 소의, 즉 성립 근거 또는 도구)은 전5식의 소의도 되고 제6식(설일체유부의 경우) 또는 후3식(유식유가행파과 법상종의 경우)의  소의도 되기 때문에, 색경·성경·향경·미경·촉경·법경의 6경(六境)을 전체적으로 취할 수 있다.
한편, 유식유가행파와 법상종에서는 제7식인 말나식(末那識)이 제6식인 의식의 가장 가까운 근거라는 의미에서, 말나식을 의식(제6식)의 의근(意根)이라고도 말한다.

## 참고 문헌
- 권오민 (2003). 《아비달마불교》. 민족사.
- 운허.  동국역경원 편집, 편집. 《불교 사전》. |title=에 외부 링크가 있음 (도움말)
- 세친 지음, 현장 한역, 권오민 번역. 《아비달마구사론》. 한글대장경 검색시스템 - 전자불전연구소 / 동국역경원. |title=에 외부 링크가 있음 (도움말)
- (중국어) 星雲. 《佛光大辭典(불광대사전)》 3판. |title=에 외부 링크가 있음 (도움말)